# Пероз I (кушаншах)

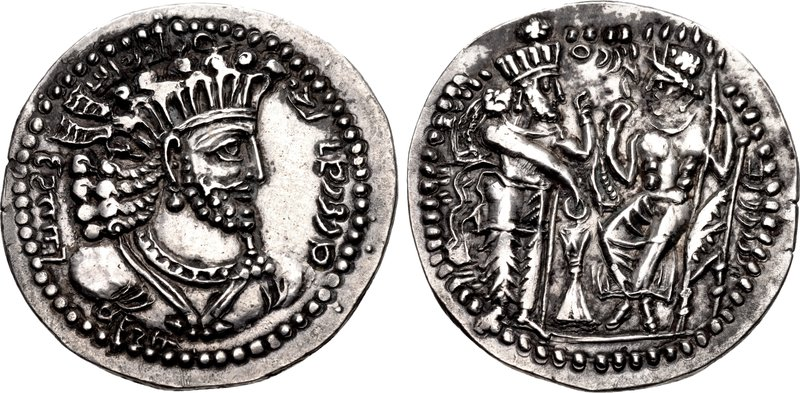
Монета Пероза I

Пероз I (д/н — 275) — 2-й кушаншах у 245—275 роках. Ім'я зі середньоперської мови перекладається як «Переможець».

## Життєпис
Походив з молодшої гілки династії Сасанідів. Був сином кушаншаха Ардашира І. Посів трон 245 року. Продовжив політику попередника, повністю підкоривши область Гандхара, де в містах Пурушапура (зимля столиця кушан) і Капісі (літній столиці кушан) став карбувати власні монети. 
Почав випускати монети за кушанським зразком, при цьому зберігаючи аналоги бактрійської і сасанідської монети. Нові монети Пероза I мали ввігнуту форму і копіювали монети кушанського царя Васудеви I (шаха було зображено в кушанських шатах, зверху розташовувавсят ризуб, а внизу — свастика). Переважно їх карбували в місті Балх. Остаточно закріпив титул «великий кушаншах». Всім цим підкреслював, що став нащадком Кушанської імперії.
Водночас зміцнив владу в Чачі й Фергані, поширив вплив на Таримську оазу. Таким діям сприяв остаточний занепад держави Вей.
При цьому номінально визнавав зверхність шахиншахів Персії. У 270 році спільно з Орміздом I придушив повстання юечжі-тохарів в Согдіані. Помер 275 року. Йому спадкував родич Ормізд I.